# 아르다토프 (니즈니노브고로드주)

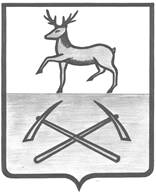

아르다토프(러시아어: Арда́тов)는 니즈니노브고로드 주에 위치한 도시로, 남서쪽으로 162km지점에 니주니노브고로트가 위치해 있다. 리메티 강이 흘러가는 지점에 위치해 있고, 남서쪽으로 30 km지점에 무흐톨로보가 위치해 있다.